# Вест-Айсліп (Нью-Йорк)
Вест-Айсліп (англ. West Islip) — переписна місцевість (CDP) в США, в окрузі Саффолк штату Нью-Йорк. Населення — 27 048 осіб (2020).

## Географія
Вест-Айсліп розташований за координатами 40°42′40″ пн. ш. 73°17′35″ зх. д. / 40.71111° пн. ш. 73.29306° зх. д. (40.711167, -73.292969).  За даними Бюро перепису населення США в 2010 році переписна місцевість мала площу 17,52 км², з яких 16,39 км² — суходіл та 1,13 км² — водойми.

## Демографія
Згідно з переписом 2010 року, у переписній місцевості мешкало 28 335 осіб у 9040 домогосподарствах у складі 7459 родин. Густота населення становила 1617 осіб/км².  Було 9266 помешкань (529/км²).
Расовий склад населення:
| - 95,9 % — білих - 1,7 % — азіатів - 0,6 % — чорних або афроамериканців |

До двох чи більше рас належало 1,1 %. Частка іспаномовних становила 5,5 % від усіх жителів.
За віковим діапазоном населення розподілялося таким чином: 25,6 % — особи молодші 18 років, 60,6 % — особи у віці 18—64 років, 13,8 % — особи у віці 65 років та старші. Медіана віку мешканця становила 41,3 року. На 100 осіб жіночої статі у переписній місцевості припадало 96,2 чоловіків;  на 100 жінок у віці від 18 років та старших — 92,3 чоловіків також старших 18 років.
Середній дохід на одне домашнє господарство  становив 123 907 доларів США (медіана — 110 340), а середній дохід на одну сім'ю — 136 468 доларів (медіана — 122 795). Медіана доходів становила 79 666 доларів для чоловіків та 55 089 доларів для жінок. За межею бідності перебувало 4,0 % осіб, у тому числі 4,3 % дітей у віці до 18 років та 5,2 % осіб у віці 65 років та старших.
Цивільне працевлаштоване населення становило 14 391 особа. Основні галузі зайнятості: освіта, охорона здоров'я та соціальна допомога — 28,3 %, роздрібна торгівля — 12,4 %, науковці, спеціалісти, менеджери — 10,8 %.